# Giuseppe La Masa
Giuseppe La Masa est un patriote et un homme politique italien né le 30 novembre 1819 à Trabia, dans le royaume des Deux-Siciles et mort le 29 mars 1881  à Rome.

## Biographie

### Jeunesse
Giuseppe La Masa est né à Trabia, près de Palerme. Il est le fils de d'Andrea et d'Anastasia Pitissi. Il grandit dans une famille de tradition libérale, et devient orphelin en bas âge. Il fait des études au séminaire, puis s'inscrit à l'Université de Palerme sans en terminer les études. Il est le collaborateur au cours des années 1840 du périodique démocratique La Ruota de Benedetto Castiglia puis il entre dans l'administration de la municipalité de Trabia. De tempérament ardent, La Masa est rapidement contraint à l'exil et il reparaît, en 1844, à Florence), où il passe trois années qui sont décisives sur le plan personnel et politique. Il fait la connaissance de Felicita Bevilacqua, d'une noble famille noble de Brescia Vérone, qu'il épouse plus tard. Il entre en contact avec les milieux démocratiques (Giovanni Battista Niccolini, Giuseppe Montanelli, Ignazio Ribotti, Nicola Fabrizi, Felice Orsini).

### Engagements politiques
La Masa publie un ouvrage  Les peuples du royaume des Deux-Siciles aux frères italiens (I popoli del regno delle Due Sicilie ai fratelli italiani), et prend part aux mouvements politiques de 1847. Il est en Sicile, en août, en prévision des émeutes de Messine, le 1er septembre, puis il retourne en Toscane où il reprend ses publications, y compris des opuscules et des compositions poétiques. Il mène une activité politique dans le Comité général italien avec Montanelli et Fabrizi. Il affirme ses positions démocratiques non mazziniennes. Il est avec Fabrizi, et en désaccord avec Mazzini, que l'initiative dans le Sud peut être le moteur de l'insurrection nationale et il envisage  une révolte dans les Abruzzes.
Le 12 janvier 1848, il est à l'origine du mouvement populaire à Palerme. Dès les premiers jours, il joue un rôle décisif, en contribuant à l'unité des forces révolutionnaires avec la nomination de Ruggero Settimo à la tête du gouvernement provisoire. Considéré comme l'un des hommes les plus expérimentés militairement au sein du gouvernement provisoire, il est envoyé dans le nord de l'Italie à la tête des 100 hommes originaires de Sicile, et au cours de l'été, il participe à des opérations militaires en Vénétie. De retour en Sicile, face à la situation militaire critique, il propose en vain, avec Francesco Crispi, un décret pour la levée en masse. Peu de temps après, il reçoit pour mission de défendre Messine et Milazzo. Il est en partie blâmé pour la perte de Milazzo en raison de son comportement qui n'est pas exempt d'erreurs. Par la suite, en accord avec Fabrizi, il envisage une expédition dans les Abruzzes et en Calabre afin de renverser la situation politique et militaire alors critique.
En janvier 1849, il est à Rome pour représenter la Sicile à l'Assemblée constituante italienne, il participe aux discussions qui précédent la proclamation de la République romaine. En mars, il tente d'organiser la défense de Termini Imerese. Après la restauration des Bourbons, parce qu'il figure sur la liste des 43 patriotes recherchés, il quitte Palerme en avril 1849, et, après une escale à Malte, comme beaucoup d'autres, il trouve refuge à Gênes. L'engagement patriotique de Felicita Bevilacqua qui est la sœur d'une victime de la bataille de Pastrengo et l'organisatrice, en 1848, de l'aide aux soldats italiens, facilite l'intégration sociale et politique de La Masa et favorise l'arrivée d'autres réfugiés.
En 1849-1850, un vif débat politique s'engage entre les émigrés politiques méridionaux sur les actions à mener. La Masa partage les positions d'une grande partie des démocrates siciliens, qui attribuent aux modérées la responsabilité de l'échec. Avec Rosolino Pilo et d'autres, il se positionne au centre entre Giuseppe La Farina  enclin à des négociations avec les modérés, et Pietro Fortunato Calvi, républicain radical. Dans ce contexte litigieux, La Masa lance des polémiques avec d'autres acteurs et en particulier Crispi et Carnazza. Dans documenti, il déclare, entre autres, que l'échec de la constitution d'une armée de conscription est une grave erreur, le problème de la relation entre l'armée et les bénévoles va rester au centre de ses réflexions.
Au cours des années suivantes, la vie de La Masa est très difficile sur le plan personnel en raison de difficultés financières, des conflits avec la famille Bevilacqua, de problèmes de santé lors des séjours à Nice et la Spezia, des contrôles de police, y compris la résidence forcée à Mondovi. En 1853, il prend un tournant politique en se détachant de ses positions républicaines et en se rapprochant de la politique du royaume de Sardaigne qui soutient la lutte pour l'indépendance et l'unité.
Il publie des écrits faisant part de ses nouvelles orientations politiques et la situation de la Sicile qu'il adresse au gouvernement piémontais. Il rédige, entre 1853 et 1854, un traité sur la guerre insurrectionnelle en Italie tendant à conquérir la nationalité qu'il veut présenter personnellement à Cavour et qu'il publie à ses frais.
Avec le début de la guerre de 1859, La Masa suit l'évolution des événements et ne manque pas de s'engager afin de créer un front commun entre démocratiques et modérés (y compris les séparatistes dirigés par Vincenzo Fardella, marquis de Torrearsa) et d'empêcher que le gouvernement piémontais soutienne les ultra-modérés qui veulent encore laisser une chance à la dynastie des Bourbons. Le 8 juin 1859, il adresse un mémoire à Cavour, se présentant comme le représentant d'un grand rassemblement unitaire et soulignant la nécessité de faire levier à la perspective de l'indépendance de Naples soutenu par les séparatistes Naples. Il fait re-publier une lettre Aux gouvernements provisoires de Toscane, de Romagne, de Modène et de Parme (Turin, 1859), et est en contact avec ceux qui ont repris en Sicile, l'action conspiratrice.

### Expédition des Mille
Après la pause de l'hiver 1859-1860 qu'il passe en Lombardie et en Vénétie, La Masa s'occupe activement des événements en Sicile. Il est l'un des principaux collaborateurs de Garibaldi, en particulier dans la phase décisive entre Calatafimi et la prise de Palerme, recrutant des volontaires, organisant les troupes, et participant avec efficacité (22-25 mai) aux opérations militaires à Altofonte, Gibilrossa et Misilmeri, jusqu'à l'entrée dans Palerme. Dans d'autres circonstances, cependant, son comportement n'est pas exempt de critique qui vont contribuer, au cours des décennies suivantes, à de vives controverses. Les relations avec Garibaldi, que La Masa suit sur le continent, ne manque pas de désaccords. On peut dire cependant que son rôle de chef des escouades de  est l'aboutissement de sa carrière politique. Quant à l'armée, comme beaucoup d'autres parmi les Mille, La Masa est enrôlé dans avec le grade de général.

### Activité parlementaire
L'activité politique de La Masa au cours de la période post-unitaire est favorisée par l'action positive de l'épopée des Mille, plus ou moins habilement exploité. Il est candidat au Collège de Termini Imerese en Sicile où il est élu dans les rangs de la gauche, lors de la VIIIe et IXe législature, ainsi que dans  la Xe après les élections supplétives qui se déroulent le 12 juin 1870. Son activité parlementaire est principalement consacré au soutien des initiatives visant à promouvoir le développement économique et social de la Sicile, comme la participation à la discussion du projet de loi sur les routes nationales sur l'île et le vote en faveur de l'autonomie de la Banque de Sicile, dans le cadre de l'exercice du crédit foncier.
Il se consacre également, d'une part, la promotion de projets de loi visant à assurer l'amélioration des conditions de vie des anciens combattants, en particulier en Sicile et, d'autre part, à la défense de leur honneur militaire. Le 
23 novembre 1861, il propose à la Chambre un projet de loi pour la reconnaissance des diplômes et des pensions militaires accordés en 1848 par le gouvernement de Sicile. Le projet est discuté et approuvé par la Chambre, en partie seulement, pour la reconnaissance des diplômes. Cependant, présenté au Sénat, il n'est pas transformé en loi.
En 1872, il est élu conseiller municipal à Bevilacqua (province de Vérone).
Au cours de années soixante et soixante-dix, il mène une activité intense de publications pour la défense de l'honneur et du rôle de l'expédition des Mille. La Masa fait l'objet d'une violente campagne visant à remettre en cause son courage. Parmi les nombreuses accusations portées contre lui, il lui est reproché un évanouissement avant la bataille de Calatafimi qui l'a empêché d'y prendre part, l'éloignement par Garibaldi causé d'après ses détracteurs par les désaccords  entre les deux hommes, le manque de participation à la libération de Palerme et, enfin la responsabilité de la blessure du général G. Carini. Pour se défendre, il publie dans la presse Quelques faits et documents de la révolution de 1860 dans le sud de l'Italie sur les Siciliens et La Masa (Turin, 
1861 ), et des officiers et des soldats témoignent dans la presse, confirmant le poids du patriote dans la campagne pour la libération de l'Italie méridionale.

### Fin de carrière
En 1877, il tente une dernière fois de renouer avec la carrière parlementaire sans succès, à l'occasion des élections supplétives du 14 janvier au collège de Poggioreale (Palerme). Il fonde, la même année, à Palerme, l'Association patriotique, humanitaire, moralisateur, dont les statuts permettent l'adhésion des hommes « honnêtes », à qui peuvent être confiés, en raison de leur qualité, la lutte contre les maux de la Sicile et de l'Italie (le brigandage, la fraude électorale, le clientélisme, la pauvreté, l'analphabétisme, etc.) et l'enseignement de la «vraie histoire du pays». L'association est de courte durée et dès mai 1877, sa correspondance témoigne de sa lente agonie.
La Masa meurt à Rome le 29 mars 1881.

## Hommages

Buste et plaque commémorative à Ca' Pesaro Venise

Un destroyer en service de 1917 à 1947 ainsi qu'une rue de Palerme portent son nom.

## Source de la traduction
- (it) Cet article est partiellement ou en totalité issu de l’article de Wikipédia en italien intitulé « Giuseppe La Masa » (voir la liste des auteurs).